# Ciocîrlia/Perestroika
Ciocîrlia/Perestroika este un disc single scos de formația Phoenix, mai precis de către Nicu Covaci, în anul 1990.

## Prezentare
Acest material reprezintă o reeditare a pieselor „The Lark”, de pe single-ul Ballade for You/The Lark (1987), respectiv „Mr. G's Promises”, de pe single-ul Tuareg/Mr. G's Promises (1988). Melodiile au fost redenumite, potrivit dorinței inițiale a lui Nicu Covaci, care a fost constrâns în anii '80 să adopte titluri comerciale. Instrumentele, în afară de chitara lui Covaci, au fost sintetizate electronic. Acest disc a fost destinat distribuirii gratuite, împreună cu biletul cumpărat, în turneul din România din anul 1991. O parte a discurilor au fost oprite la Bratislava, vameșii maghiari pretinzând o cauțiune de 2.000 de mărci. Cele 5.000 de exemplare aflate deja în țară au fost împărțite prin tragere la sorți. Prima piesă a discului a fost reluată, mai târziu, pe albumul Aniversare 35 (1997), în colajul „De-a lungul..., Ciocârlia, Sârba-n căruță”, având o nouă interpretare și orchestrație.

## Piese
Fața A:
1. Ciocîrlia (Nicolae Covaci) 3:54

Fața B:
1. Perestroika (Nicolae Covaci) 3:23

Material produs de Extra Records & Tapes, Klaus Böhnke GmbH.

## Componența formației
- Nicolae Covaci – chitară electrică și acustică
- Josef Kappl – chitară bas, claviaturi, programări și sample-uri